# Aphyonus
Aphyonus is een geslacht van straalvinnige vissen uit de familie van naaldvissen (Aphyonidae). Het geslacht is voor het eerst wetenschappelijk beschreven in 1878 door Guenther.

## Soorten
- Aphyonus bolini Nielsen, 1974
- Aphyonus brevidorsalis Nielsen, 1969
- Aphyonus gelatinosus Günther, 1878
- Aphyonus rassi Nielsen, 1975